# Chad Donella
Chad E. Donella (Ontario, Toronto, 1978. május 18.) kanadai színész, aki számos filmben és televíziós sorozatban jelent meg.

## Élete és pályafutása
2007-ben feleségül vette Joni Bertint.

## Filmográfia

### Film
| Év   | Magyar cím          | Eredeti cím             | Szerep                        | Magyar hang      |
| ---- | ------------------- | ----------------------- | ----------------------------- | ---------------- |
| 1996 | Utánunk a tűzözön   | The Long Kiss Goodnight | tinédzser #2                  |                  |
| 1996 |                     | Heart of My Heart       | Monk                          |                  |
| 1998 | Kísérleti patkányok | Disturbing Behavior     | U.V.                          | Boros Zoltán     |
| 2000 | Végső állomás       | Final Destination       | Tod Waggner                   | Seszták Szabolcs |
| 2000 |                     | Moon Palace             | Tyler                         |                  |
| 2002 | 100 nő              | Girl Fever              | Sam                           | Simonyi Balázs   |
| 2003 |                     | A Wondrous Fate         | Carter                        |                  |
| 2003 | A hazugsággyáros    | Shattered Glass         | David Bach                    | Seder Gábor      |
| 2005 |                     | Hate Crime              | Chris Boyd                    |                  |
| 2007 |                     | Dakota                  | Jack                          |                  |
| 2007 |                     | 9 Lives of Mara         | Robin Jr. (idősebb)           |                  |
| 2010 | Fűrész 3D           | Saw 3D                  | Matt Gibson                   | Seszták Szabolcs |
| 2011 | Végső állomás 5.    | Final Destination 5     | Tod Waggner (archív felvétel) |                  |
| 2014 | Elrabolva 3.        | Taken 3                 | Phillips                      |                  |
| 2015 |                     | Jew(ish)                | Ben                           |                  |
| 2016 |                     | Code 8                  | Dixon                         |                  |
| 2016 |                     | MiddleMan               | Flick                         |                  |
| 2016 |                     | It's Not What You Know  | bulizó                        |                  |
| 2023 |                     | Knox Goes Away          | Jordan Moore                  |                  |

### Televízió
| Év        | Magyar cím                               | Eredeti cím                       | Szerep                         | Megjegyzések                                |
| --------- | ---------------------------------------- | --------------------------------- | ------------------------------ | ------------------------------------------- |
| 1997      | Végsebesség                              | Fast Track                        | Ronny                          | 1 epizód                                    |
| 1998      |                                          | Someone to Love Me                | Will                           | tévéfilm                                    |
| 1998      | Vészhelyzet                              | ER                                | Kevin Delaney                  | 1 epizód                                    |
| 1998      | Ügyvédek                                 | The Practice                      | Kevin Peete                    | 2 epizód                                    |
| 1999      | X-akták                                  | The X-Files                       | Robert 'Rob' Roberts           | 1 epizód (Éhség)                            |
| 2000      |                                          | Secret Agent Man                  | Jay                            | 1 epizód                                    |
| 2001      |                                          | All Souls                         | Jordan Terrance Holland        | 1 epizód                                    |
| 2001–2010 | Smallville                               | Smallville                        | Gregory 'Greg' Arkin / Bug Boy | 2 epizód                                    |
| 2002      | Pusztító tűzvihar                        | Superfire                         | Rob Torreck                    | - tévéfilm - magyar hangja: - Kossuth Gábor |
| 2002      |                                          | Providence                        | Kevin képzeletbeli barátja     | 2 epizód                                    |
| 2002      | Harmadik típusú emberrablások            | Taken                             | Jacob Clarke felnőttként       | 2 epizód                                    |
| 2003      | Dragnet – Gyilkossági akták              | Dragnet                           | Eddie Polian                   | 1 epizód                                    |
| 2003      | Monk – A flúgos nyomozó                  | Monk                              | Ricky Babbage                  | 1 epizód                                    |
| 2004      | Döglött akták                            | Cold Case                         | Jeff Kern                      | 1 epizód                                    |
| 2005      | CSI: A helyszínelők                      | CSI: Crime Scene Investigation    | Vincent Decarlo                | 1 epizód stáblistán nem szerepel            |
| 2005      | NCIS                                     | NCIS                              | John Briggs                    | 1 epizód                                    |
| 2005      | Nyomtalanul                              | Without a Trace                   | Brad Stone                     | 1 epizód                                    |
| 2007      | Szellemekkel suttogó                     | Ghost Whisperer                   | Randy Cooper                   | 2 epizód                                    |
| 2008      | CSI: Miami helyszínelők                  | CSI: Miami                        | Seth McAdams                   | 1 epizód                                    |
| 2009–2010 | Hajrá, Becky!                            | Majority Rules!                   | Mr. Ganz                       | 6 epizód                                    |
| 2010      | Esküdt ellenségek: Különleges ügyosztály | Law & Order: Special Victims Unit | Ronnie Watley                  | 1 epizód                                    |
| 2010      | Lost – Eltűntek                          | Lost                              | hivatalnok                     | 1 epizód (The Package)                      |
| 2010      | Kékpróba                                 | Rookie Blue                       | Don Bibby nyomozó              | 1 epizód                                    |
| 2012      | Elit egység                              | Flashpoint                        | Colin Hunter                   | 1 epizód                                    |
| 2013      | Castle                                   | Castle                            | Troy Strickland                | 1 epizód                                    |
| 2014      | Dr. Csont                                | Bones                             | Dan Brewster                   | 1 epizód                                    |
| 2014      | Észlelés                                 | Perception                        | Dr. Swank                      | 1 epizód                                    |
| 2015      | Botrány                                  | Scandal                           | Gus / Emberrabló               | 3 epizód                                    |
| 2015      |                                          | The Assassin Chronicles           | Johnny                         | tévéfilm                                    |
| 2016–2020 | Rejtjelek                                | Blindspot                         | Jake Keaton                    | 18 epizód                                   |